# Stig Johanson
Stig "Stickan" Vilhelm Johanson, född 18 december 1910 i Borås, död 9 april 1986 i Täby, var en svensk skådespelare.

## Biografi
Johanson började som amatörrevyskådespelare i Borås. Han filmdebuterade 1938 i Arne Bornebuschs Sol över Sverige, och han kom att medverka i drygt 145 filmer varav flera Åsa-Nisse-filmer där han bland annat spelade rollen som Knohultaren. Han engagerades vid Casinorevyn i Stockholm. I slutet av 1940-talet engagerades han av Karl Gerhard. Johanson är begraven på Täby norra begravningsplats.

## Filmografi
- 1938 – Sol över Sverige
- 1939 – Vi två
- 1940 – Vi tre
- 1940 – Hans Nåds testamente
- 1940 – Beredskapspojkar
- 1940 – Kronans käcka gossar
- 1940 – Swing it, magistern!
- 1940 – Med dej i mina armar
- 1940 – Alle man på post
- 1940 – Åh, en så'n advokat
- 1941 – Soliga Solberg
- 1941 – Landstormens lilla argbigga
- 1941 – Nygifta
- 1941 – Uppåt igen
- 1941 – Fransson den förskräcklige
- 1942 – Halta Lottas krog
- 1942 – I gult och blått
- 1942 – En äventyrare
- 1942 – Olycksfågeln nr 13
- 1942 – Vårt frihetsarv och framtidsvärv
- 1943 – Kronan betalar
- 1943 – Som du vill ha mej
- 1943 – Tåg 56
- 1943 – Ungt blod
- 1944 – Prins Gustaf
- 1944 – Sabotage
- 1944 – Skogen är vår arvedel
- 1944 – Jag är eld och luft
- 1945 – Bröderna Östermans huskors
- 1945 – I som här inträden
- 1945 – Rattens musketörer
- 1945 – I Roslagens famn
- 1946 – Stiliga Augusta
- 1946 – Kärlek och störtlopp
- 1946 – 91:an Karlsson. "Hela Sveriges lilla beväringsman"
- 1946 – Bröllopet på Solö
- 1946 – Bröder emellan
- 1946 – Hotell Kåkbrinken
- 1946 – Saltstänk och krutgubbar
- 1947 – 91:an Karlssons permis
- 1947 – Här kommer vi
- 1947 – Livet i Finnskogarna
- 1947 – Sången om Stockholm
- 1947 – Maria
- 1948 – Lars Hård
- 1948 – Intill helvetets portar
- 1948 – Musik i mörker
- 1948 – Synd
- 1948 – Främmande hamn
- 1948 – Textilarna
- 1948 – Loffe som miljonär
- 1949 – Kronblom kommer till stan
- 1949 – Bohus Bataljon
- 1949 – Åsa-Nisse
- 1949 – Hur tokigt som helst
- 1949 – Brytningstider
- 1949 – Stora Hoparegränd och himmelriket
- 1950 – Anderssonskans Kalle
- 1950 – Frökens första barn
- 1950 – Kyssen på kryssen
- 1950 – Restaurant Intim
- 1950 – Loffe blir polis
- 1950 – Min syster och jag
- 1950 – Påhittiga Johansson
- 1950 – Vägen går vidare...
- 1950 – Vi på Systemet
- 1951 – 91 Karlssons bravader
- 1951 – Bärande hav
- 1951 – Kvinnan bakom allt
- 1951 – Livat på luckan
- 1951 – Poker
- 1951 – Skeppare i blåsväder
- 1951 – Talande tråden
- 1952 – Hon kom som en vind
- 1952 – Ubåt 39
- 1952 – Mot framtiden
- 1952 – Kalle Karlsson från Jularbo
- 1952 – En fästman i taget
- 1953 – Dansa min docka
- 1953 – Vägen till Klockrike
- 1953 – Åsa-Nisse på semester
- 1954 – Gud Fader och tattaren
- 1954 – Café Lunchrasten
- 1954 – Aldrig med min kofot eller Drömtjuven
- 1954 – Förtrollad vandring
- 1954 – Sju svarta "Be-Hå"
- 1954 – Salka Valka
- 1954 – Skrattbomben
- 1954 – Seger i mörker
- 1954 – Simon Syndaren
- 1954 – Storm över Tjurö
- 1955 – Far och flyg
- 1955 – Hemsöborna
- 1955 – 91 Karlsson rycker in
- 1955 – Janne Vängman och den stora kometen
- 1955 – Bröderna Östermans bravader
- 1955 – Friarannonsen
- 1955 – Resa i natten
- 1955 – Älskling på vågen
- 1955 – Apropå...
- 1956 – Den hårda leken
- 1956 – En vanlig vardag
- 1956 – Sången om den eldröda blomman
- 1956 – Flickan i frack
- 1956 – Den tappre soldaten Jönsson
- 1956 – Åsa-Nisse flyger i luften
- 1956 – Främlingen från skyn
- 1956 – Tarps Elin
- 1956 – Ett kungligt äventyr
- 1956 – Litet bo
- 1957 – Johan på Snippen tar hem spelet
- 1957 – Synnöve Solbakken
- 1957 – Klarar Bananen Biffen?
- 1957 – 91:an Karlsson slår knock out
- 1957 – Nattens ljus
- 1957 – Som man bäddar...
- 1957 – Enslingen Johannes
- 1958 – Du är mitt äventyr
- 1958 – Jazzgossen
- 1958 – Trappa utan slut
- 1958 – Vi på Väddö
- 1958 – Åsa-Nisse i kronans kläder
- 1959 – Åsa-Nisse jubilerar
- 1959 – 91:an Karlsson muckar (tror han)
- 1959 – Fröken Chic
- 1959 – Det svänger på slottet
- 1960 – Åsa-Nisse som polis
- 1962 – Åsa-Nisse på Mallorca
- 1962 – En nolla för mycket
- 1963 – Åsa-Nisse och tjocka släkten
- 1964 – Åsa-Nisse i popform
- 1964 – Svenska bilder
- 1965 – Pang i bygget
- 1965 – Morianerna
- 1965 – Åsa-Nisse slår till
- 1966 – Åsa-Nisse i raketform
- 1967 – Drra på – kul grej på väg till Götet
- 1968 – Åsa-Nisse och den stora kalabaliken
- 1969 – Ur kärlekens språk
- 1969 – Bokhandlaren som slutade bada
- 1970 – Körsbärsträdgården
- 1972 – Anderssonskans Kalle
- 1973 – Kvartetten som sprängdes (TV-serie)
- 1973 – Smutsiga fingrar
- 1973 – Mannen som blev ensam (TV-serie)
- 1974 – Det sista äventyret
- 1975 – Ungkarlshotellet
- 1976 – Långt borta och nära
- 1980 – Räkan från Maxim
- 1982 – Vi ses på Bråddvaj (TV-serie)

## Teater

### Roller
| År   | Roll        | Produktion                                                                              | Regi             | Teater                  |
| ---- | ----------- | --------------------------------------------------------------------------------------- | ---------------- | ----------------------- |
| 1944 | Medverkande | Tjugo svarta fötter, revy Stig Bergendorff och Gösta Bernhard                           | Gösta Terserus   | Casinoteatern           |
| 1947 | Medverkande | Alltid pippi, revy Stig Bergendorff och Gösta Bernhard                                  | Gösta Terserus   | Casinoteatern           |
| 1949 |             | Som ni behagar William Shakespeare                                                      | Rune Carlsten    | Skansens friluftsteater |
| 1952 | Medverkande | Kyss mej Katie Karl Gerhard                                                             | Per Gerhard      | Chinateatern            |
| 1954 |             | Rövarna på Hunneberg Rune Lindström                                                     | Sandro Malmquist | Skansens friluftsteater |
| 1954 | Snäckan     | Popperetten Bom Adolf Schütz, Paul Baudisch, Jules Sylvain och Gösta Rybrant            | Nils Poppe       | Vasateatern             |
| 1959 |             | En midsommarnattsdröm William Shakespeare                                               | Sandro Malmquist | Skansens friluftsteater |
| 1961 | Medverkande | Ursäkta handsken, revy Karl Gerhard                                                     | Tage Danielsson  | Idéonteatern            |
| 1962 |             | Den tappre soldaten Svejk (Osudy dobrého vojáka Švejka za světové války) Jaroslav Hašek | Åke Falck        | Skansens friluftsteater |
| 1964 |             | Sankta Johanna George Bernard Shaw                                                      | Per Gerhard      | Vasateatern             |
| 1970 |             | Arsenik och gamla spetsar Joseph Kesselring                                             | Hasse Ekman      | Scalateatern            |